# پونیاتووا
پونیاتووا (به لاتین: Poniatowa) یک شهر و گمینا در لهستان است که در گمینا پونگاتووا واقع شده‌است. پونیاتووا ۱۵٫۲۶ کیلومتر مربع مساحت و ۹٬۹۱۱ نفر جمعیت دارد.